# Stazione di Amsterdam Sloterdijk
Amsterdam Sloterdijk è una stazione ferroviaria di Amsterdam, Paesi Bassi.